# 富田美里
富田 美里（とみた みさと、1986年11月4日 - ）本名：山崎 美里（旧姓・富田）は、日本の元シュートボクサー、女性キックボクサー。新潟県佐渡市出身。

## 来歴
新潟明訓高校から専修大学に進学し「東洋伝拳法部」（キックボクシング部）に所属。その一方でキックボクシングジム山木ジムに「侍塾」に所属。
のちに正式にシーザージムに入門、シュートボクサーとしてプロデビューする。2008年5月28日の後楽園ホール大会でAACCの坂本ひとみ相手にデビュー戦をし、判定勝ち。
２戦目には、RENAと激戦を繰り広げ、終了のゴングと同時に首投げをきめるもノーカウントとなり、延長判定の末敗れる。
3戦目となる同年9月12日、坂本の先輩にあたる藤井惠と対戦し、終始前に出る戦いぶりで2-0の判定勝ち。立ち技ルール初挑戦とはいえ女子総合格闘技の第一人者を倒したことで、富田は一躍注目を集めた。
2009年2月11日、今度はDEEP女子ライト級王者のMIKUと対戦したが、MIKUの膝蹴りの前に1ラウンドKO負けを喫した。
2009年8月23日、シュートボクシングの女子トーナメント「Girls S-cup 2009」に出場。1回戦で岡田円と対戦し、膝蹴りでKO負けしたのを最後に、しばらく試合から遠ざかる。
2010年11月28日、ブラジリアン柔術の東京国際オープントーナメントに出場、女子白帯ペナ級とアブソルート級の二階級で優勝を飾る。
その後は故郷の新潟に戻り、2012年からは新潟市で女性・子供向けの格闘技フィットネススクールのインストラクターとして活動。
現在はRENATUS JIUJITSU ACADEMYに所属、紫帯を巻く。
2014年に結婚し山崎に姓が変わる。

## 戦績

### シュートボクシング
| 勝敗 | 対戦相手   | 試合結果             | 大会名                                                                    | 開催年月日    |
| ×    | 岡田円     | 2R 0:25 KO（膝蹴り） | SHOOT BOXING GIRLS TOURNAMENT Girls S-cup 2009 【Girls S-cup 2009 1回戦】 | 2009年8月23日 |
| ×    | MIKU       | 1R 1:01 KO（膝蹴り） | SHOOT BOXING 2009 武志道-bushido- 其の壱                                  | 2009年2月11日 |
| ○    | 藤井惠     | 2分3R終了 判定2-0    | SHOOT BOXING 2008 火魂〜Road to S-cup〜 其の伍                            | 2008年9月12日 |
| ○    | 坂本ひとみ | 2分3R終了 判定3-0    | SHOOT BOXING 2008 火魂〜Road to S-cup〜 其の参                            | 2008年5月28日 |

## 入場テーマ曲
- 「Free Your Soul」（SUPERCAR）

## テレビ出演
- スーパーJにいがた（UX、2013年9月1日）
- ヤンごとなき!（UX、2013年9月21日）※里村明衣子と共演
- スマイルこれダネッ!（NST・NBS、2013年10月25日）